# 楚辭音
《楚辭音》，楚辭研究專著，隋釋智騫（一作道騫）撰。

## 流傳
《隋書·經籍志》有著錄，小序又云：「隋時有釋道騫，善讀之。能為楚聲，音韻清切。至今傳《楚辭》者，皆祖騫公之音」。另外，《隋書·經籍志》又著錄《楚辭音》五種，除此書之外皆佚。之後，藤原佐世《日本國見在書目錄》，《兩唐書》皆有著錄。宋代，朱熹《楚辭集注·序》記曰：「及隋唐間為訓解者，尚五六家，又有僧道騫者，能為楚聲之讀，今亦漫不復存，無以考其說之得失」，其書已經不見。至明代，王圻《續文獻通考》卷一百八十八、楊慎《轉注古音略》卷首《聞書字書目錄》等皆有著錄，未知是否尚見其書。
二十世紀初，在敦煌藏經洞發現，為伯希和所得。二十世紀三十年代，王重民、姜亮夫在巴黎見得，翻攝出版。《庚辰叢編》、《敦煌祕籍留真新編》有收入此本，欠清晰。一九九六年，《敦煌音義匯考》收入姜亮夫攝片影印本，較清晰。此本未避隋唐諱，當是唐之前的寫本。此本是目前發現《楚辭》版本中第二早的，只次於安徽阜陽西漢夏侯灶墓所發現的《楚辭》殘簡本（只有十字）。

## 內容
殘卷存八十四行，列《離騷》正文和王逸注文二百九十一字，其中正文一百九十四字，注文九十七字。采王逸注十四條、郭璞注四條。上起「乘」之上字注音「某某反」的「反」字（應為《離騷》「駟玉虬以乘翳」句），止於「瑤，或作璠」的「璠」字（應為《離騷》「雜瑤象以為車」句）。

## 價值
此本是目前發現《楚辭》版本中第二早，校勘學價值很高，以今本《楚辭章句》以此比較，異文大多較今本為優。郭璞《楚辭注》在唐中葉已佚，此本採輯了四條，使後人可以略窺郭璞之意，有輯佚價值。另外，此本徵引書籍甚多，有《詩經》、《書經》、《說文解字》、《文選》等等，與當今傳世版本有所不同，有助校勘。
此書以注音為主，共注二百七十六條，大多使用反切法，反切皆言「反」，隨文而注。反切用字不避重複，用字大多和《廣韻》所用不同，還用了直音法、如字法和協音法。保留了隋唐古音的原始資料，甚有音韻學價值。